# Бастиментос (национальный морской парк)

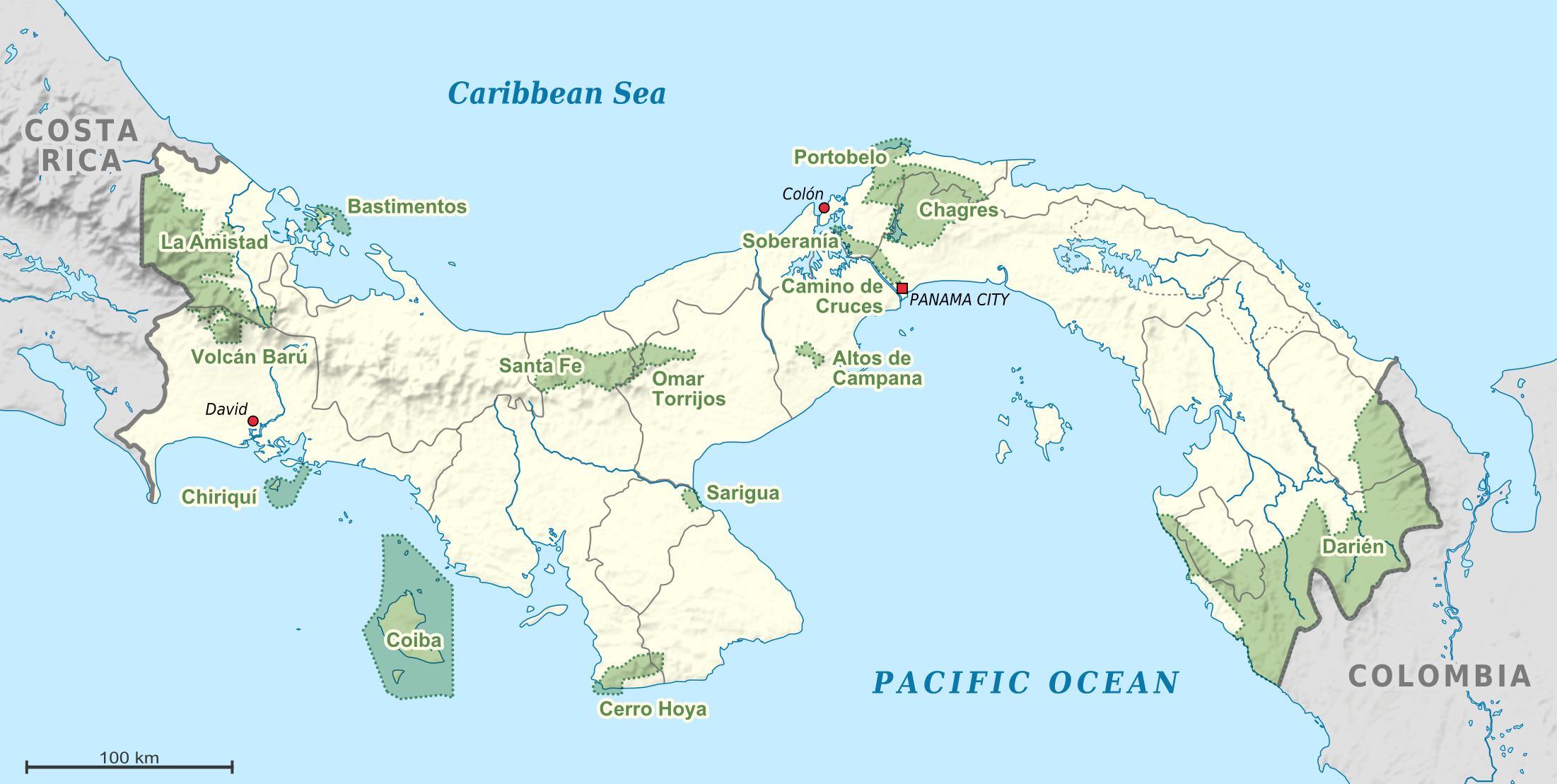

Бастиментос (исп. Parque Nacional Marino Isla Bastimentos) — Национальный морской парк, расположенный на островах архипелага Бокас-дель-Торо в одноимённой панамской провинции. Основная его часть находится на острове Бастиментос.

## Физико-географическая характеристика
По данным организации Autoridad Nacional del Ambiente, которая управляет национальным парком, его площадь составляет 132,26 км², большая часть — свыше 85 % — является водами Карибского моря.

## Растительный мир
В парке встречается свыше 300 видов сосудистых растений. Наиболее распространены андироба (Carapa guianensis), саподилла (Manilkara zapota), вошизия гондурасская (Vochysia hondurensis), табебуйя розовая (Tabebuia rosea) и терминалия амазонская (Terminalia amazonica).

## Животный мир
Животный мир парка представлен наземными млекопитающими и рептилиями. Список животных включает большого зайцегуба (Noctilio leporinus), обыкновенного капуцина (Cebus capucinus), ночных обезьян (Aotus zonalis), ленивца Гоффмана (Choloepus hoffmanni), бурогорлого ленивца (Bradypus variegatus) и паку (Cuniculus paca). В пресноводном озере на острове Бастиментос обитают красноухие черепахи (Trachemis scripta), крокодиловые кайманы (Caiman crocodylus) и острорылые крокодилы (Crocodylus acutus).
Территория парка является местом обитания и размножения нескольких видов морских черепах, в том числе: головастых (Caretta caretta), зелёных (Chelonia mydas), кожистых (Dermochelys coriacea) и бисс (Eretmochelys imbricata).
Птицы в основном представлены новонёбными видами. На территории парка обитает примерно 68 видов птиц, в том числе великолепные фрегаты (Fregata magnificens) и ацтекские чайки (Larus atricilla). В лесах парка можно встретить трёхусых звонарей (Procnias tricarunculata), несколько видов колибри и попугаев.